# Código de Comercio de España de 1829
Il Código de Comercio de España de 1829 è stato il primo codice del commercio spagnolo. Fu «decretato, sanzionato e promulgato» nel "Decennio nefasto spagnolo" dal re Ferdinando VII il 30 maggio 1829. Fu la conseguenza di un'iniziativa degli assolutisti «riformisti» guidati dal segretario del Ministero del Tesoro Luis López Ballesteros e il suo principale redattore fu il giurista Pedro Sainz de Andino. Diviso in 5 libri, era composto da 1219 articoli.